# Дверницький Омелян Миколайович
Омелян Миколайович Дверницький (1838, село Будятичі, Володимир-Волинський повіт — 2 липня 1906, Київ) — археолог, краєзнавець, голова братства Святого Володимира у місті Володимир на Волині. Автор публікацій з історії та археології Волині. Творець першого класичного музею у Володимирі, який з 2014 року носить ім'я свого засновника - «Володимирський історичний музей імені Омеляна Дверницького».

## Біографія
Народився у дворянській родині в селі Будятичі Володимир-Волинського повіту.
Початкову освіту Омелян Дверницький здобув у Луцькому Дворянському училищі. На той час заклад мав репутацію найкращої школи західної частини Волині. Освіту продовжив у 1-й Київській гімназії.
В 1860-х роках закінчив юридичний факультет Київського університету святого Володимира. Після випуску працює мировим посередником. 
До його обов'язків входило: розгляд скарг, суперечок і непорозумінь між поміщиками та їх звільненими від кріпацтва селянами; регулювання відносин між ними (укладання угод про наділи землі, склад повинностей та переведення на викуп, затвердження, а іноді й самостійне складання уставних грамот, обмін земельних угідь, посвідчення викупних актів та контроль за виконанням селянами повинностей і викупних платежів); нагляд за діями органів місцевого самоврядування; судовий розгляд дрібних справ щодо найму робітників, оренди землі, потрав і порубок лісів, якщо ціна позову не перевищувала 30 рублів.
Згідно з положеннями судової реформи 1864 року мирові посередники разом із селянами брали безпосередню участь в їх життєдіяльності — організовували общини, волості, самоврядування на цих рівнях; затверджували на посаді та приводили до присяги волосних старшин. Під контролем мирових посередників виявились усі виборні селянські органи, всі справи по судово-поліцейському розгляду. Тому в їх руках опинялась реальна адміністративно-поліцейська влада в повіті.
За здібності та хист до справи Омелян Дверницький був назначений головою з’їзду мирових посередників в Подільській губернії. Знання краю та людей, отримане ним чудове виховання, а головне природний такт полегшували йому працю. Його діяльність по улаштуванню селян та упорядкуванню земельних відносин в Подільській губернії пройшла без конфліктів. Він мав позитивний вплив на своїх товаришів по службі.
На початку 1870-х років, коли служба мирового посередника набула рутинний характер і звелась до роботи з паперами, Омелян Дверницький перейшов в мирові судді Проскурівського повіту. Місцем свого проживання Омелян Миколайович вибрав Меджибіж, військовий центр Подільської губернії. На посаді мирового судді і голови з'їзду, Дверницький, залишався так само коректним та безпристрасним урядовцем, як і на посаді мирового посередника.
Через хворобу батька і необхідність допомогти родині переїздить на Волинь у 1878 році. У 1879 році переведений мировим суддею Володимир-Волинського округу та назначений головою з’їзду. 
Під час життя у Володимирі Омелян Дверницький в 1887 році утворив православне Братство Святого Володимира та Давньосховище при ньому – одну з найдавніших збірок старожитностей на Волині. Там зберігалося понад 100 рукописів та 500 стародруків. Був ініціатором відбудови Успенського собору. Автор краєзнавчих праць про пам'ятки архітектури Володимира–Волинського. Перший почесний громадянин Володимира–Волинського.  
Посаду голови з’їзду мирових суддів Омелян Дверницький займав до виходу на пенсію і далі в якості почесного мирового судді до свого переїзду в Київ.
Помер у Києві 2 липня 1906 року. Похований біля північної стіни Успенського собору у Володимирі. 

## Родина
Омелян Дверницький мав лише сина Василя. Він був одружений з Наталією Чапліною, що мала маєток та землі у селі Мишів (Іваничівського району). Василь Дверницький був вбитий російськими більшовиками у Польщі. Дітей вони не мали.

## Праці
- Дверницкий Е.Н. Краткая опись предметов, находящихся в Древлехранилище православного Свято-Владимирского братства в г. Владимире-Волынском.- Киев, 1892.
- Дверницкий Е.Н. Археологические исследования в г. Владимире- Волынском и его окрестностях.- Киевская старина, 1887. № 1. — с.36-50.
- Дверницкий Е.Н. Памятники древнего православия в г. Владимире-Волынском.- Киев, 1889. — 65 с.